# Fawwaz T. Ulaby
Fawwaz T. Ulaby (arabisch فواز علبي, DMG Fawwāz ʿUlabī; * 4. Februar 1943 in Damaskus) ist ein syrisch-amerikanischer Universitätsprofessor für Elektrotechnik und Computerwissenschaften an der Universität von Michigan in Ann Arbor und Pionier der Radarfernerkundung. Für seine Verdienste in der Forschung erhielt er den William Pecora Award der NASA und in der Lehre den Arthur F. Thurnau Lehrstuhl der Universität von Michigan. Er ist Gründungsdekan der König-Abdullah-Universität für Wissenschaft und Technologie (KAUST) in Thuwal (Saudi-Arabien).

## Leben und Wirken
Ulaby wurde in Damaskus geboren und wuchs seit dem 4. Lebensjahr im Libanon auf. Er besuchte die Amerikanische Universität in Beirut, an der er 1964 mit dem Bachelor of Science in Physik abschloss. An der University of Texas at Austin promovierte er 1968 in Elektrotechnik und Computerwissenschaften. Von 1968 bis 1984 war er Professor für Electrical Engineering und Computerwissenschaften und Direktor des Fernerkundungslabors. 1984 wechselte er an die University von Michigan. Seitdem  leitete er interdisziplinäre NASA-Projekte, die auf die Entwicklung von hochauflösenden Satellitenradarsensoren zur Kartierung der terrestrischen Umwelt der Erde abzielten. Von 1999 bis 2005 führte er als Vizepräsident für Forschung ein 800 Millionen Dollar schweres Forschungsprogramm durch.
Ulaby war im Vorstand des Arab Community Center for Economic and Social Services (ACCESS).
Im März 2008 wurde Ulaby zum Gründungsdekan der König-Abdullah-Universität für Wissenschaft und Technologie (KAUST) ernannt.

## Forschungsgebiete

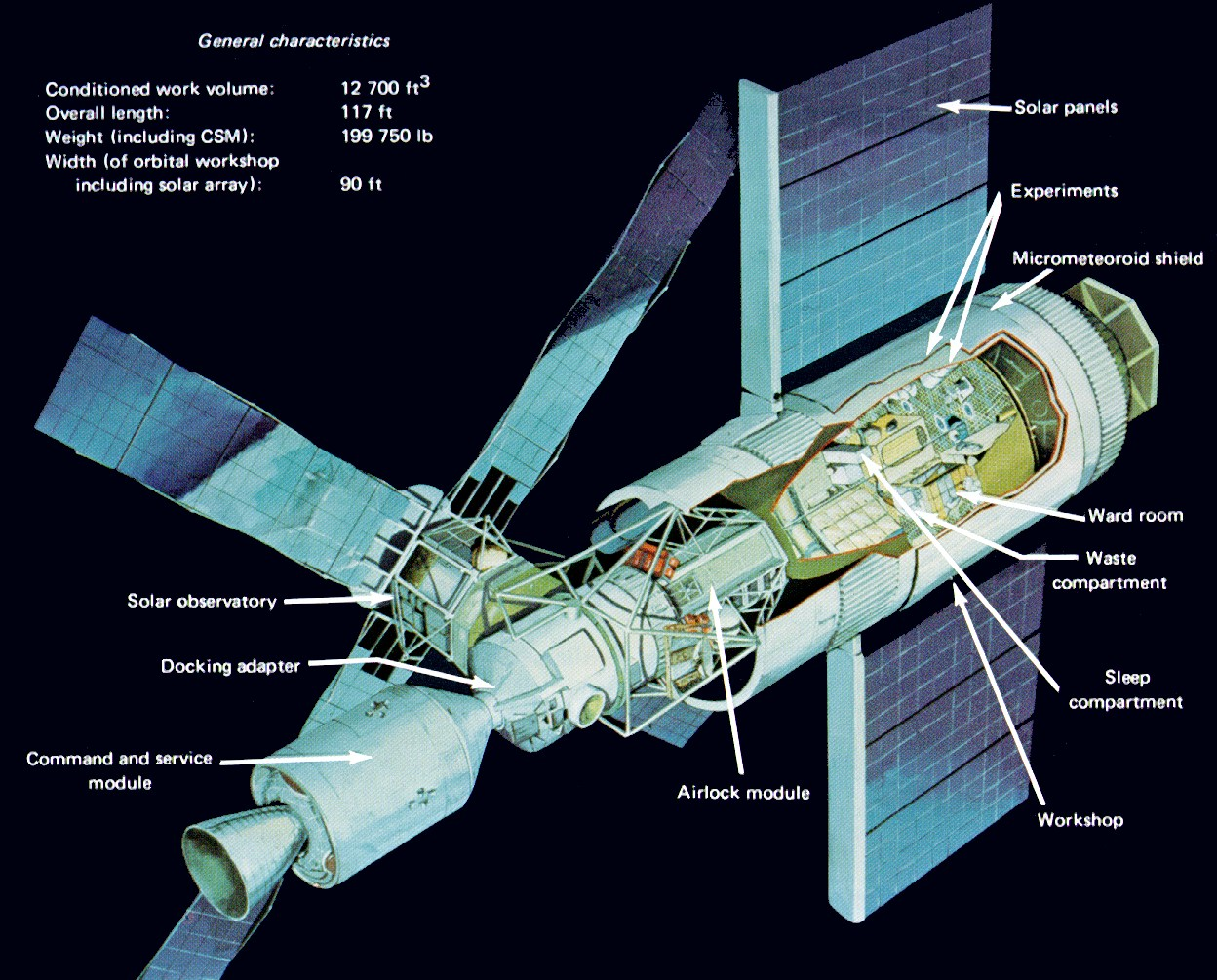
Skylab diagram

Ulaby hat viele interdisziplinäre Projekte für die NASA geleitet, insbesondere in Bezug auf die Radarkartierung der Erde. In den frühen 1970er Jahren entwickelte Ulaby unter Zeitdruck das erste satellitengestützte Radar, das an Bord der US-Raumstation Skylab flog. Eine große Herausforderung war Anfang der 1970er die Kommunikation mit den Astronauten. Mitte der 1980er Jahre begann Dr. Ulaby mit der Erforschung des Terahertzbereichs (THz) des elektromagnetischen Spektrums. Während des folgenden Jahrzehnts arbeitete er mit einem Forschungsteam zusammen, das die Mikroelektronik für eine Reihe von Schaltungen und Antennen für THz-Sensoren und Kommunikationssysteme entwickelte. Heute spielt die THz-Technologie eine wichtige Rolle bei neuartigen industriellen Sensoranwendungen.
Seine bahnbrechenden Beiträge zur Entwicklung von hochauflösenden Satellitenradarsensoren haben ein breites Anwendungsspektrum, wie z. B. die Messung der Bodenfeuchtigkeit für die Landwirtschaft, die Verfolgung der Windgeschwindigkeit über dem Meer für die Schiffsnavigation sowie die Überwachung der Meereisverteilung und der weltweiten Waldbedeckung, um zukünftige Trends des Klimawandels zu modellieren und vorherzusagen.

## Auszeichnungen
Professor Ulaby ist Mitglied der U.S. National Academy of Engineering, Fellow der American Association for the Advancement of Science (AAAS) und Fellow des Institute of Electrical and Electronics Engineers (IEEE). Im Jahr 2000 erhielt Ulaby den William Pecora Award der NASA und des US-Innenministeriums für herausragende und anhaltende wissenschaftliche, ingenieurtechnische, didaktische und professionelle Führung in der Radar-Fernerkundung.
- IEEE GRSS Outstanding Service Award (1982)
- IEEE GRSS Distinguished Achievement Award (1983)
- NASA Group Achievement Award für das Shuttle-Imaging-Radar-Wissenschaftsteam (1990)
- Mitglied der National Academy of Engineering (1995)
- IEEE-Millennium-Medaille (2000)
- IEEE Electromagnetics Award (2001)
- IEEE Edison Medal (2006)
- IEEE GRSS Ausbildungspreis (2006)
- IEEE James H. Mulligan Jr. Education Medal (2012)

## Schriften (Auswahl)
Seine Publikationsliste umfasst 16 Bücher und über 700 Zeitschriftenartikel und Buchkapitel. Mehrere seiner Lehrbücher wurden ins Chinesische, Koreanische, Portugiesische und in andere Sprachen übersetzt.
- Fawwaz T. Ulaby, Richard K. Moore, Adrian K. Fung: Microwave Remote Sensing. Active and Passive. Band 1: Microwave Remote Sensing Fundamentals and Radiometry. Artech House, Norwood MA 1981, ISBN 0-89006-190-4.
- Fawwaz T. Ulaby, Richard K. Moore, Adrian K. Fung: Microwave Remote Sensing. Active and Passive. Band 2: Radar Remote Sensing and Surface Scattering and Emission Theory. Artech House, Norwood MA 1982, ISBN 0-89006-191-2.
- Fawwaz T. Ulaby, Richard K. Moore, Adrian K. Fung: Microwave Remote Sensing. Active and Passive. Band 3: From Theory to Applications. Artech House, Norwood MA 1986, ISBN 0-89006-192-0.
- Fawwaz T. Ulaby, M. Craig Dobson: Handbook of Radar Scattering Statistics for Terrain, Artech House, Norwood MA 1989, ISBN 978-0-89006-336-1.
- Fawwaz T. Ulaby, Charles Elachi: Radar polarimetry for geoscience applications, Artech House, Norwood MA 1990, ISBN 978-0-89006-406-1.
- Fawwaz T. Ulaby: Electromagnetics for engineers, Pearson Education 2005, ISBN 978-0-13-608685-7.
- David Long, Fawwaz T. Ulaby: Microwave Radar And Radiometric Remote Sensing, Artech House, Norwood MA 2015, ISBN 978-0-472-11935-6.
- Fawwaz T. Ulaby, Eric Michielssen, Umberto Ravaioli: Fundamentals of Applied Electromagnetics, Pearson Education India 2015, ISBN 978-93-3253514-5.
- Fawwaz T. Ulaby, M. Craig Dobson, José Luis Álvarez-Pérez: Handbook of Radar Scattering Statistics for Terrain, Artech House, Norwood MA 2019, ISBN 978-1-63081-701-5.